# Tom Gorzelanny
Pour les articles homonymes, voir Gorzelanny.
Thomas Stephen Gorzelanny (né le 12 juillet 1982 à Evergreen Park, Illinois, États-Unis) est un lanceur gaucher de la Ligue majeure de baseball. 

## Carrière
Après des études secondaires à la Marist High School de Chicago, Tom Gorzelanny suit des études supérieures au Triton College (junior college) puis à l'Université du Kansas où il porte les couleurs des Jayhawks du Kansas. Il est repêché le 3 juin 2003 par les Pirates de Pittsburgh au deuxième tour de sélection.

### Pirates de Pittsburgh
Gorzelanny passe trois saisons en Ligues mineures avant d'effectuer ses débuts en Ligue majeure le 20 septembre 2005 avec Pittsburgh.

### Cubs de Chicago

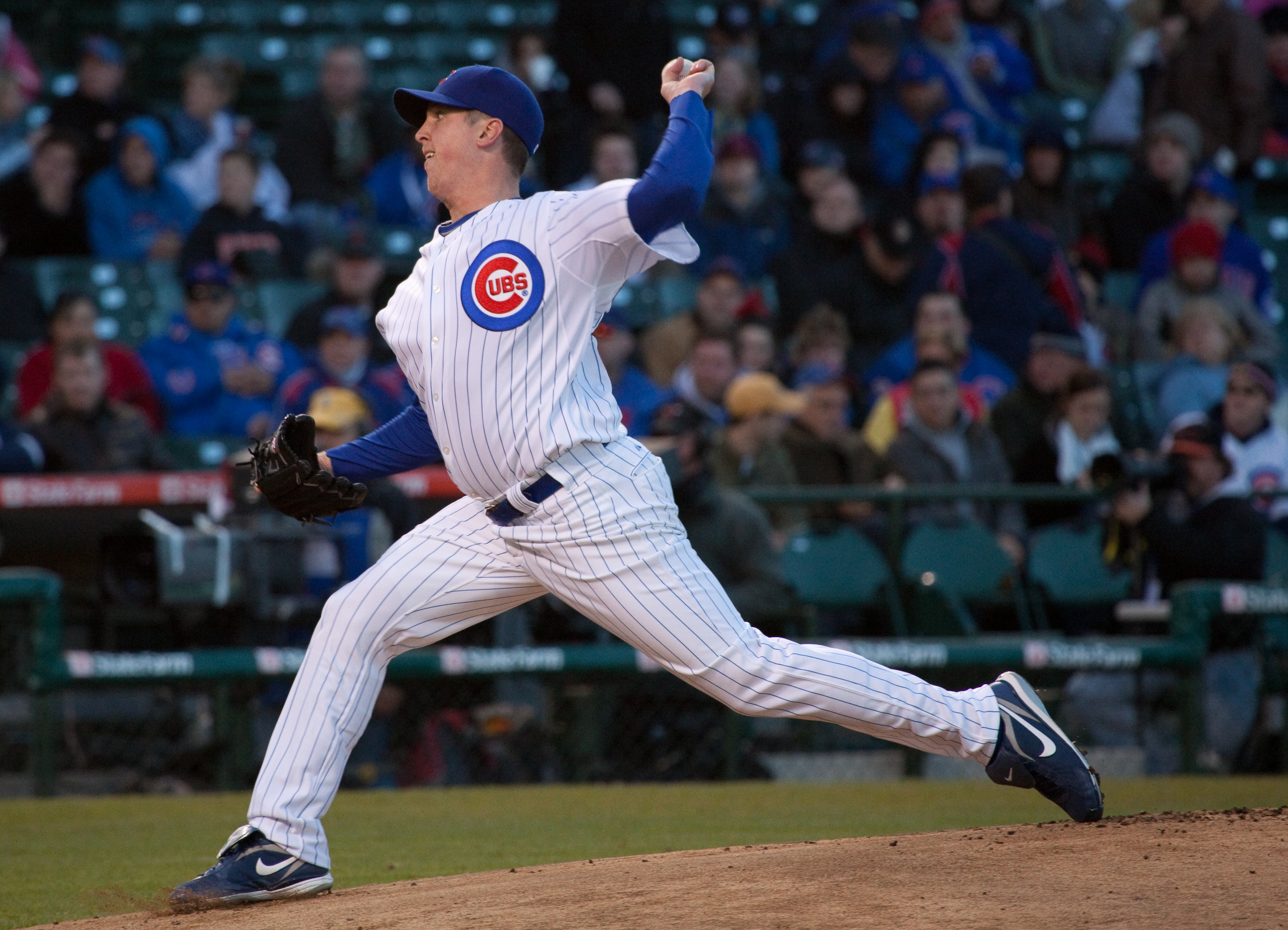
Gorzelanny en 2010 avec les Cubs.

Le 30 juillet 2009, Gorzelanny et un autre lanceur gaucher, John Grabow, sont échangés aux Cubs de Chicago en retour des lanceurs droitiers Kevin Hart et Jose Ascanio et du joueur de troisième but Josh Harrison.

### Nationals de Washington
Le 19 janvier 2011, les Cubs transfèrent Gorzelanny aux Nationals de Washington, obtenant en retour trois joueurs d'avenir : le lanceur droitier A.J. Morris, le gaucher Graham Hicks et le voltigeur Michael Burgess. Utilisé tantôt comme lanceur partant tantôt comme releveur (15 parties dans chaque situation) par les Nationals en 2011, Gorzelanny accumule 105 manches de travail au monticule durant lesquelles sa moyenne de points mérités s'établit à 4,03. Il remporte 4 victoires contre 6 défaites.
Gorzelanny lance 45 parties pour les Nationals en 2012 et connaît de loin sa meilleure saison en carrière. Sa moyenne de points mérités s'élève à seulement 2,88 en 72 manches au monticule. Il enregistre 62 retraits sur des prises, un sauvetage, remporte quatre victoires et encaisse deux défaites.

### Brewers de Milwaukee
Devenu agent libre après deux années à Washington, Gorzelanny signe le 21 décembre 2012 un contrat de deux saisons avec les Brewers de Milwaukee. En 66 matchs joués sur deux saisons à Milwaukee, Gorzelanny maintient une moyenne de points mérités de 3,30 avec 106 retraits sur des prises en 106 manches et un tiers lancées.

### Tigers de Détroit
Le 6 janvier 2015, il signe un contrat d'un million de dollars pour une saison avec les Tigers de Détroit. Sa moyenne de points mérités, sa plus élevée depuis 2008, se chiffre à 5,95 en 39 manches et un tiers lancées en 48 sorties pour les Tigers en 2015.

### Indians de Cleveland
Le 21 décembre 2015, il signe un contrat des ligues mineures avec les Indians de Cleveland.

## Statistiques
| Saison | Équipe       | G   | GS | CG | SHO | V  | D  | SV | IP    | SO  | ERA   |
| ------ | ------------ | --- | -- | -- | --- | -- | -- | -- | ----- | --- | ----- |
| 2005   | Pittsburgh   | 3   | 1  | 0  | 0   | 0  | 1  | 0  | 6.0   | 3   | 12,00 |
| 2006   | Pittsburgh   | 11  | 11 | 0  | 0   | 2  | 5  | 0  | 61.2  | 40  | 3,79  |
| 2007   | Pittsburgh   | 32  | 32 | 1  | 1   | 14 | 10 | 0  | 201.2 | 135 | 3,88  |
| 2008   | Pittsburgh   | 21  | 21 | 0  | 0   | 6  | 9  | 0  | 105.1 | 67  | 5,55  |
| 2009   | Pittsburgh   | 9   | 0  | 0  | 0   | 3  | 1  | 0  | 8.2   | 7   | 5,19  |
| 2009   | Chicago Cubs | 13  | 7  | 0  | 0   | 4  | 2  | 0  | 38.1  | 40  | 5,63  |
| 2010   | Chicago Cubs | 29  | 23 | 0  | 0   | 7  | 9  | 1  | 136.2 | 119 | 4,09  |
| Totaux | Totaux       | 118 | 95 | 1  | 1   | 36 | 37 | 1  | 558.0 | 411 | 4,68  |

Note : G = Matches joués ; GS = Matches comme lanceur partant ; CG = Matches complets ; SHO = Blanchissages ; 
V = Victoires ; D = Défaites ; SV = Sauvetages ; IP = Manches lancées ; SO = Retraits sur des prises ; ERA = Moyenne de points mérités.